# IBM 601

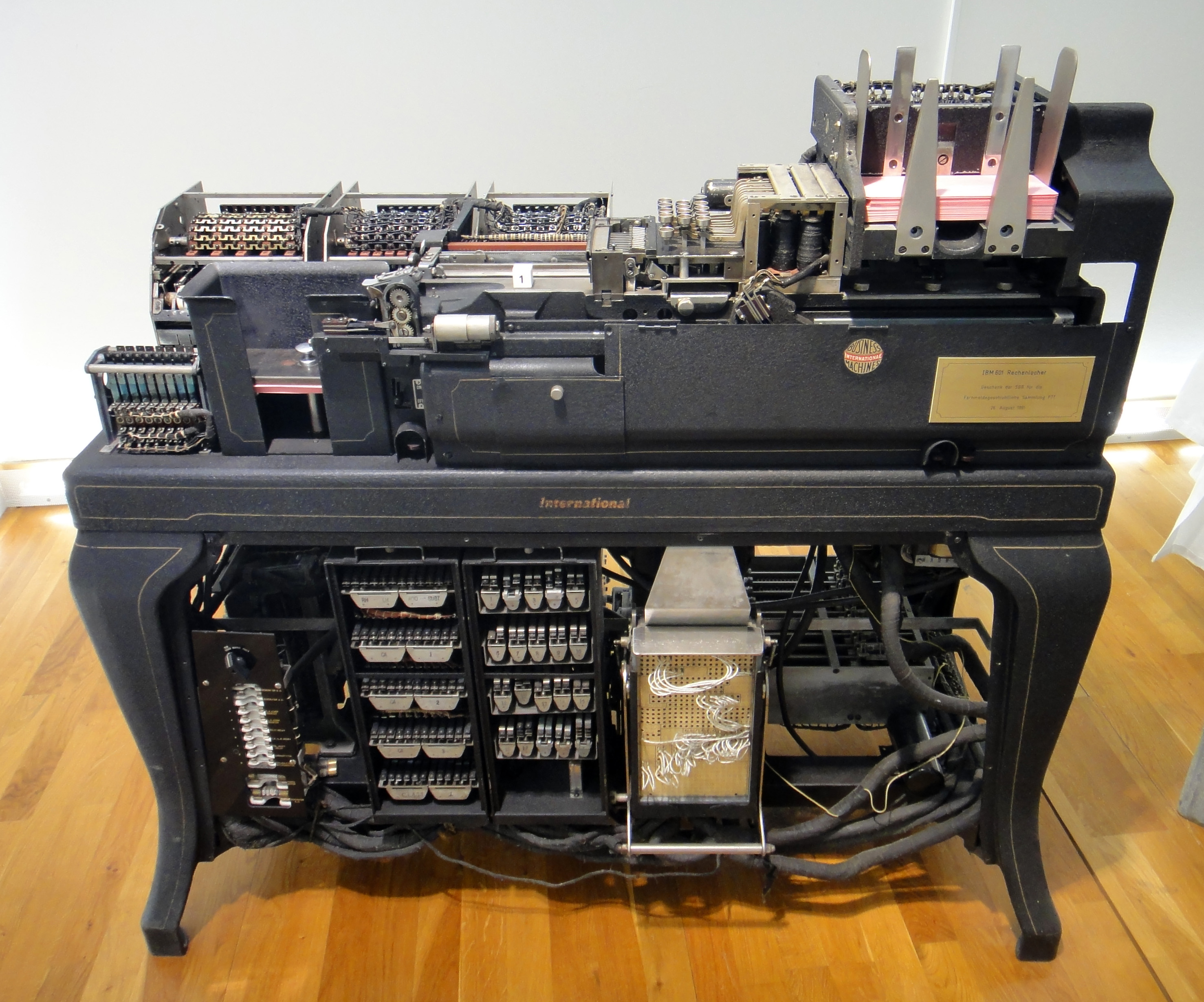
IBM 601 Perfuradora multiplicadora

A IBM dispunha de uma faixa de registadoras de cartões perfurados capazes de somar e subtrair números (principalmente usadas para operações contáveis e financeiras). A IBM 601 Multiplying Punch (caixa multiplicadora de perfuração de cartões) foi uma máquina registadora mecânica que se apresentou em 1931 e era a primeira máquina comercial da IBM que poderia realizar uma multiplicação. Poderia ler dois números escritos num único cartão perfurado e mostrar o seu produto perfurando o resultado num espaço reservado no mesmo cartão (ainda que não podia os plotar). Os números poderiam ser de até oito dígitos decimais.
Em 1933 entregou-se ao laboratório de Wallace Eckert um modelo especial "capaz de fazer a interpolação directa, uma característica muito incomum, desenhada especialmente para Eckert por um dos engenheiros superiores de IBM em Endicott [NY]". W. J. Eckert ligou a 601 modificada a uma tabuladora 285 e uma duplicadora de cartões perfurados 016 através de uns interruptores manipuláveis de seu próprio desenho, formando a primeira máquina capaz de realizar cálculos científicos complexos automaticamente.